# Groissiat
Groissiat est une commune française, située dans le département de l'Ain en région Auvergne-Rhône-Alpes. Les habitants de la commune se nomment les Groissiatis.

## Géographie

### Localisation

#### Communes limitrophes
Les communes limitrophes sont  Apremont, Bellignat, Géovreisset, Izernore et Martignat.
|          | Géovreisset |                    |
| Izernore | Groissiat   | Bellignat Apremont |
|          | Martignat   |                    |

### Hydrographie
Le bief d'alex (4,3 km) conflue sur Groissiat dans l'Ange.

### Climat
Pour des articles plus généraux, voir Climat d'Auvergne-Rhône-Alpes et Climat de l'Ain.
En 2010, le climat de la commune est de type climat de montagne, selon une étude du CNRS s'appuyant sur une série de données couvrant la période 1971-2000. En 2020, Météo-France publie une typologie des climats de la France métropolitaine dans laquelle la commune est dans une zone de transition entre le climat semi-continental et le climat de montagne et est dans la région climatique Jura, caractérisée par une forte pluviométrie en toutes saisons (1 000 à 1 500 mm/an), des hivers rigoureux et un ensoleillement médiocre.
Pour la période 1971-2000, la température annuelle moyenne est de 10 °C, avec une amplitude thermique annuelle de 17,3 °C. Le cumul annuel moyen de précipitations est de 1 499 mm, avec 12,4 jours de précipitations en janvier et 8,9 jours en juillet. Pour la période 1991-2020, la température moyenne annuelle observée sur la station météorologique de Météo-France la plus proche, sur la commune de Giron à 12 km à vol d'oiseau, est de 8,4 °C et le cumul annuel moyen de précipitations est de 1 672,4 mm,. Pour l'avenir, les paramètres climatiques de la commune estimés pour 2050 selon différents scénarios d'émission de gaz à effet de serre sont consultables sur un site dédié publié par Météo-France en novembre 2022.

## Urbanisme

### Typologie
Au 1er janvier 2024, Groissiat est catégorisée commune rurale à habitat dispersé, selon la nouvelle grille communale de densité à 7 niveaux définie par l'Insee en 2022.
Elle appartient à l'unité urbaine d'Oyonnax, une agglomération intra-départementale dont elle est une commune de la banlieue,. Par ailleurs la commune fait partie de l'aire d'attraction d'Oyonnax, dont elle est une commune de la couronne,. Cette aire, qui regroupe 40 communes, est catégorisée dans les aires de 50 000 à moins de 200 000 habitants,.

### Occupation des sols

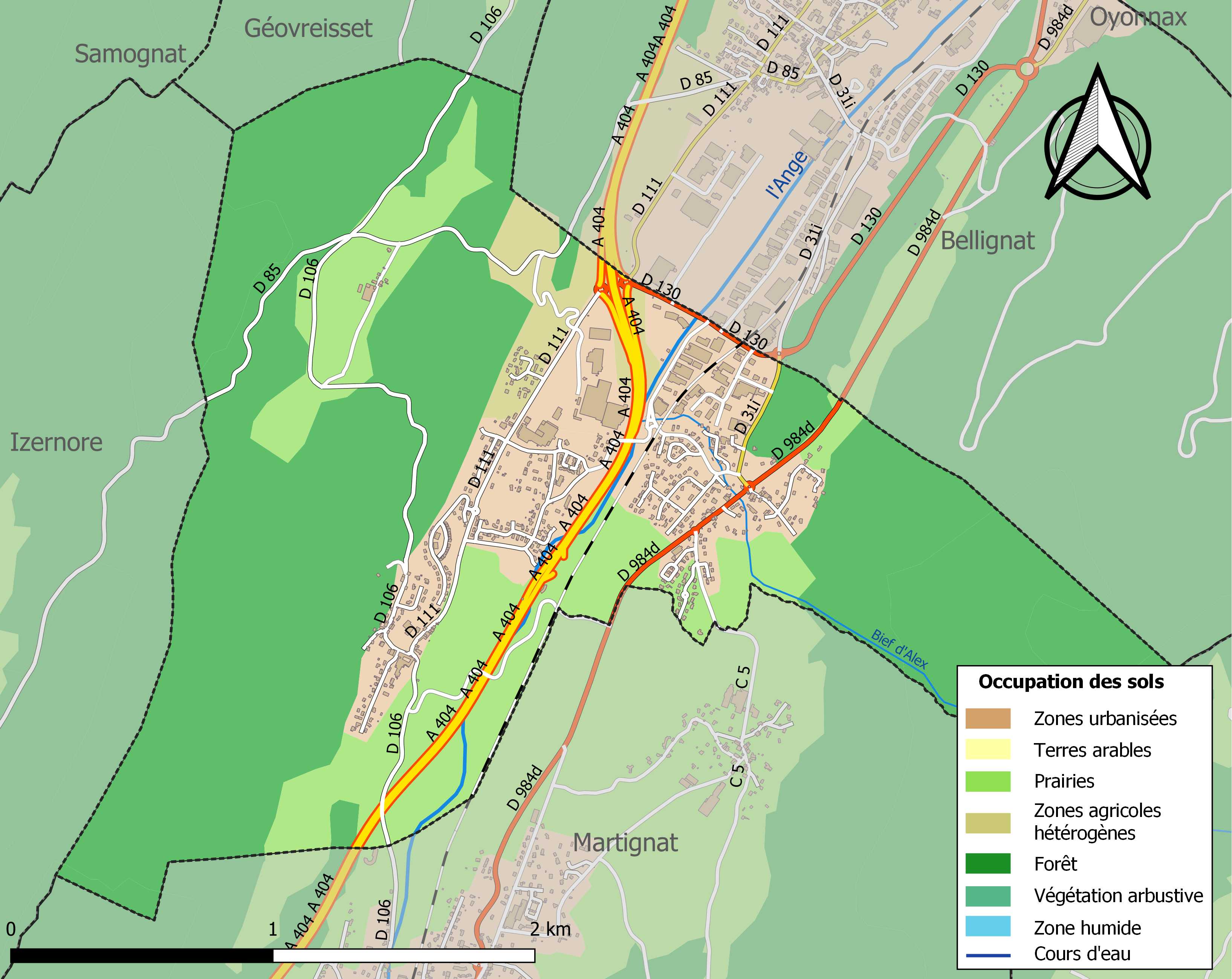
Carte des infrastructures et de l'occupation des sols de la commune en 2018 (CLC).

L'occupation des sols de la commune, telle qu'elle ressort de la base de données européenne d’occupation biophysique des sols Corine Land Cover (CLC), est marquée par l'importance des forêts et milieux semi-naturels (58 % en 2018), une proportion sensiblement équivalente à celle de 1990 (58,8 %). La répartition détaillée en 2018 est la suivante : 
forêts (58 %), prairies (21,1 %), zones urbanisées (11,7 %), zones industrielles ou commerciales et réseaux de communication (5,5 %), zones agricoles hétérogènes (3,7 %).
L'évolution de l’occupation des sols de la commune et de ses infrastructures peut être observée sur les différentes représentations cartographiques du territoire : la carte de Cassini (XVIIIe siècle), la carte d'état-major (1820-1866) et les cartes ou photos aériennes de l'IGN pour la période actuelle (1950 à aujourd'hui).

### Voies de communications et transports
L'autoroute A404 passe à proximité et dessert la commune.

## Politique et administration

### Découpage territorial
La commune de Groissiat est membre de l'intercommunalité Haut-Bugey Agglomération, un établissement public de coopération intercommunale (EPCI) à fiscalité propre créé le 1er janvier 2014 dont le siège est à Oyonnax. Ce dernier est par ailleurs membre d'autres groupements intercommunaux.
Sur le plan administratif, elle est rattachée à l'arrondissement de Nantua, au département de l'Ain et à la région Auvergne-Rhône-Alpes. Sur le plan électoral, elle dépend du  canton de Nantua pour l'élection des conseillers départementaux, depuis le redécoupage cantonal de 2014 entré en vigueur en 2015, et de la cinquième circonscription de l'Ain  pour les élections législatives, depuis le dernier découpage électoral de 2010.

### Administration municipale

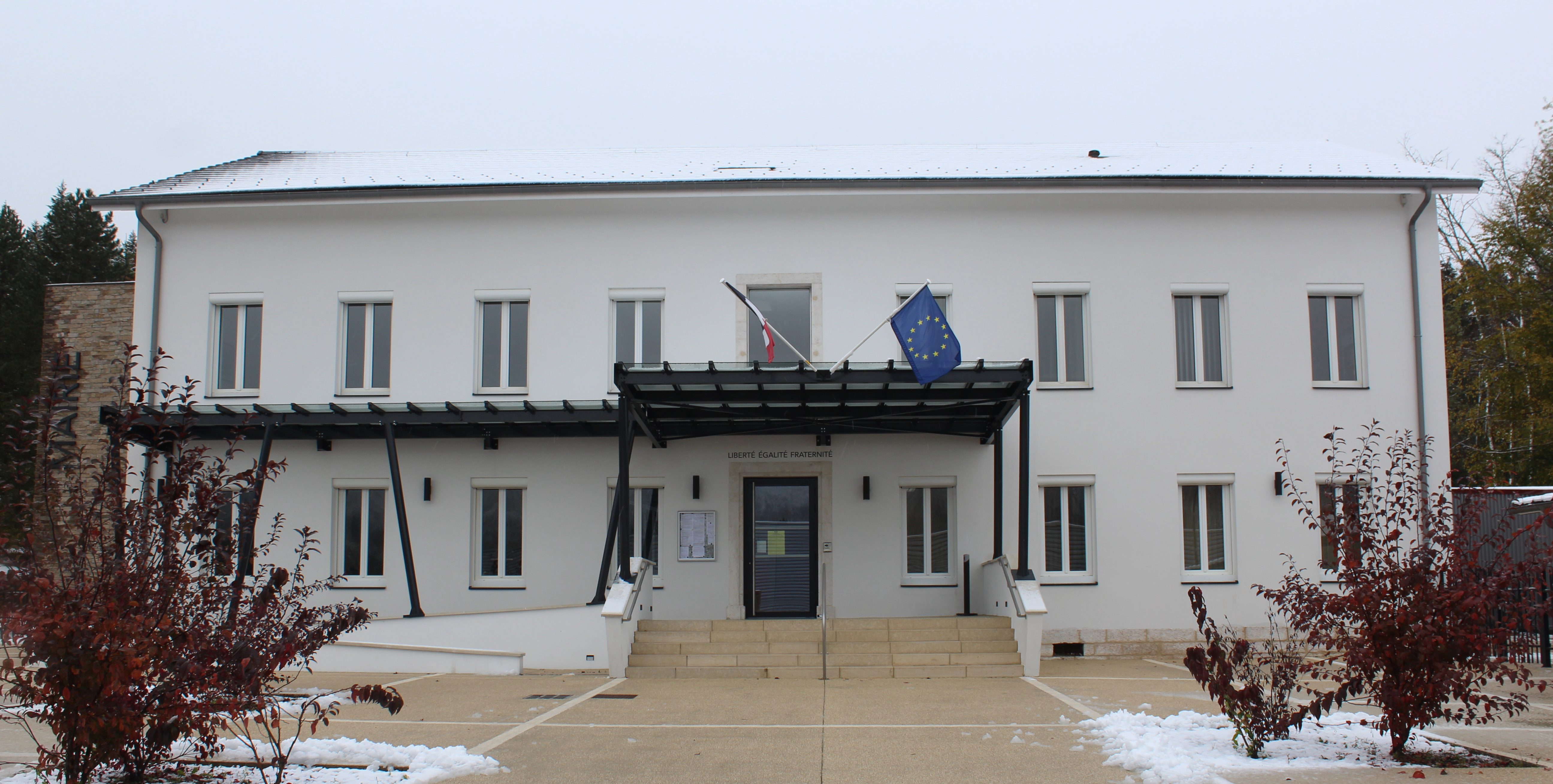
Mairie.

| Période                                  | Période  | Identité           | Étiquette | Qualité                                          |
| ---------------------------------------- | -------- | ------------------ | --------- | ------------------------------------------------ |
| 1947                                     | 1957     | Marie-Louise Jobin |           |                                                  |
| 1957                                     | 1989     | Georges Samerel    |           |                                                  |
| 1989                                     | 2001     | Jean Dubourget     |           | Réélu en 1995                                    |
| 2001                                     | 2014     | Jacques Machurat   |           | Réélu en 2008                                    |
| 2014                                     | mai 2020 | Jean-Luc Marron    |           | Agent général d'assurances                       |
| mai 2020                                 | En cours | Patricia Deguerry  |           | Cadre administrative et commerciale d'entreprise |
| Les données manquantes sont à compléter. |          |                    |           |                                                  |

## Démographie
L'évolution du nombre d'habitants est connue à travers les recensements de la population effectués dans la commune depuis 1793. Pour les communes de moins de 10 000 habitants, une enquête de recensement portant sur toute la population est réalisée tous les cinq ans, les populations de référence des années intermédiaires étant quant à elles estimées par interpolation ou extrapolation. Pour la commune, le premier recensement exhaustif entrant dans le cadre du nouveau dispositif a été réalisé en 2004.
En 2022, la commune comptait 1 216 habitants, en évolution de −0,57 % par rapport à 2016 (Ain : +5,15 %, France hors Mayotte : +2,11 %).
| 1793 | 1800 | 1806 | 1821 | 1831 | 1836 | 1841 | 1846 | 1851 |
| ---- | ---- | ---- | ---- | ---- | ---- | ---- | ---- | ---- |
| 252  | 260  | 242  | 267  | 265  | 252  | 239  | 270  | 247  |

| 1856 | 1861 | 1866 | 1872 | 1876 | 1881 | 1886 | 1891 | 1896 |
| ---- | ---- | ---- | ---- | ---- | ---- | ---- | ---- | ---- |
| 249  | 285  | 269  | 259  | 308  | 260  | 252  | 248  | 227  |

| 1901 | 1906 | 1911 | 1921 | 1926 | 1931 | 1936 | 1946 | 1954 |
| ---- | ---- | ---- | ---- | ---- | ---- | ---- | ---- | ---- |
| 234  | 224  | 209  | 183  | 182  | 170  | 146  | 186  | 202  |

| 1962 | 1968 | 1975 | 1982 | 1990 | 1999 | 2004 | 2006  | 2009  |
| ---- | ---- | ---- | ---- | ---- | ---- | ---- | ----- | ----- |
| 216  | 182  | 310  | 511  | 611  | 747  | 961  | 1 079 | 1 135 |

| 2014  | 2019  | 2022  | - | - | - | - | - | - |
| ----- | ----- | ----- | - | - | - | - | - | - |
| 1 187 | 1 241 | 1 216 | - | - | - | - | - | - |

## Économie
Groissiat est située dans l'aire de production du Comté.

## Culture et patrimoine

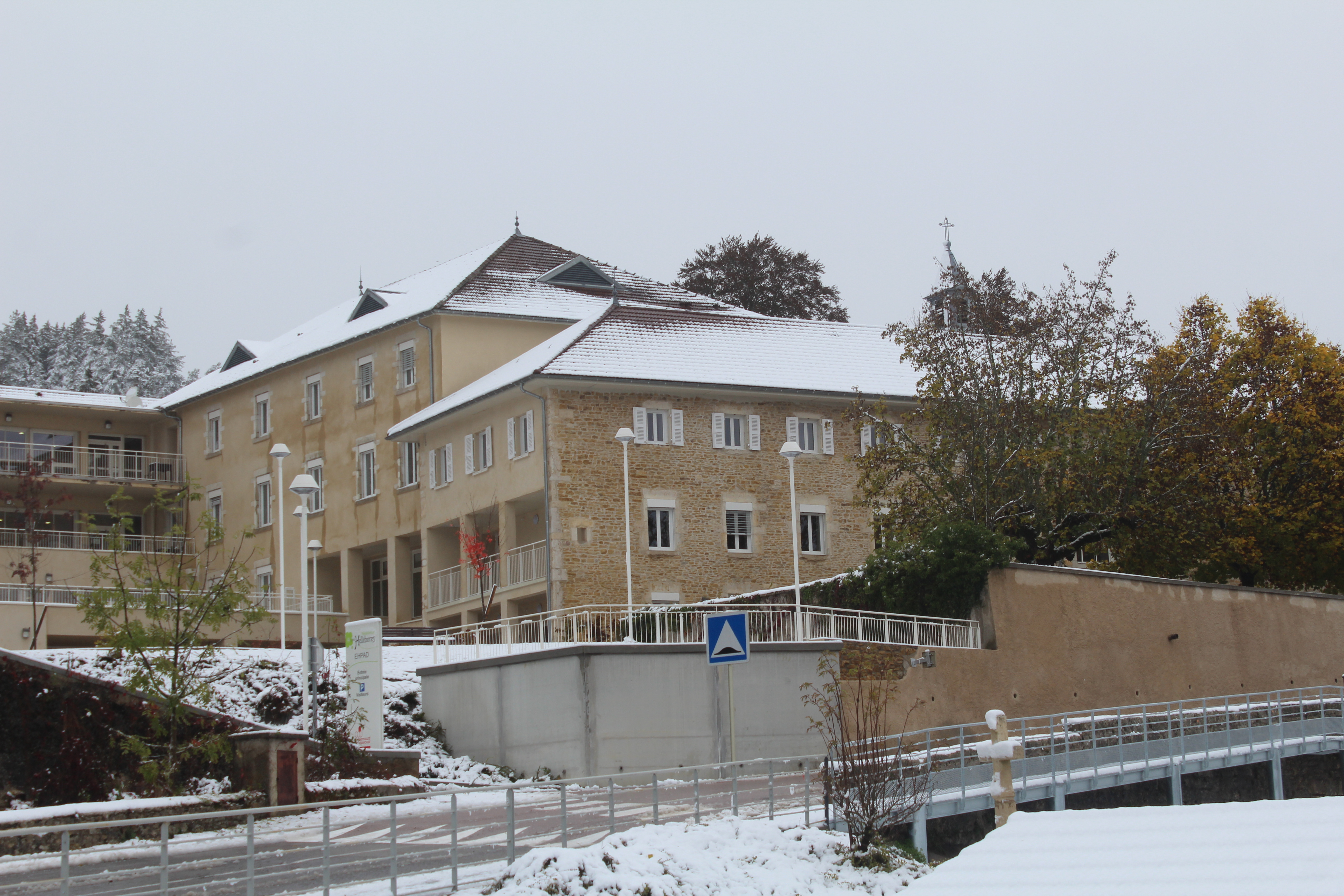
Ancien couvent.

### Lieux et monuments
- Église Notre-Dame-de-l'Assomption de Groissiat.
- Reliques de saint Fortunat dans l'église Notre-Dame.
- Couvent de Groissiat.